# Alejandra González Pino
Alejandra González Pino (Batuco, 10 de marzo de 1968-Batuco, 5 de octubre de 2022) fue una política chilena, la primera persona transgénero en Chile —y una de las primeras en América Latina, siendo Kátia Tapety en Brasil la pionera en 1992— en llegar a un cargo de representación popular.

## Biografía
Desde joven se sintió diferente y rápidamente se identificó como mujer: «A los cinco años me ponía los tacos de mi mamá, me ponía las faldas de mi mamá».
En 1995, siendo presidenta de la junta de vecinos, se incorporó a un circo de transformistas que había llegado a la comuna. También tuvo su propia peluquería.
González Pino dio clases de peluquería en la Agrupación Vida Óptima de Personas Viviendo con VIH/SIDA del Hospital San José en Santiago, donde conoció más del mundo LGBT y temas que impactaban la comunidad como el VIH. Fue parte de varias organizaciones, entre otras Vivo Positivo y el CRIAPS. En 2002, a raíz de las inundaciones que afectaron a su comuna, conoció a la organización Un techo para Chile, de la cual fue coordinadora a nivel comunal y provincial en 2003.

## Carrera política
En 2004 fue candidata a concejal en las elecciones municipales en Lampa, como independiente dentro del pacto Juntos Podemos. Resultó elegida en el sexto lugar con el 6,8 % de los votos, y se convirtió en la primera persona transgénero en Chile y una de las primeras en América Latina en llegar a un cargo de representación popular. Fue elegida nuevamente en las elecciones de 2008 con el 6,3 % de los votos, como parte de la lista del Partido Socialista, y en las de 2012 con el 9,5 % de los votos.
En 2012 fue la primera alcaldesa subrogante transgénero del país cuando la edil Graciela Ortúzar dejó el puesto para hacer campaña. Se presentó nuevamente a las elecciones municipales de 2016, cuando recibió el 2,45 % de los votos y no fue elegida. En 2014 invocó la ley antidiscriminación contra la alcaldesa Graciela Ortúzar. En 2017 la Corte Suprema condenó a Graciela Ortúzar a pagar una multa, en un fallo calificado de histórico por Alejandra González y por organizaciones LGBT.

## Historial electoral
Concejo Municipal de Lampa
| Elecciones                     | Pacto                    | Partido | Votos | %    | Resultado |
| ------------------------------ | ------------------------ | ------- | ----- | ---- | --------- |
| Elecciones municipales de 2004 | Juntos Podemos Más       | PH      | 989   | 6,82 | Elegida   |
| Elecciones municipales de 2008 | Concertación Democrática | Ind.    | 1045  | 6,34 | Elegida   |
| Elecciones municipales de 2012 | Concertación Democrática | Ind.    | 1752  | 9,46 | Elegida   |
| Elecciones municipales de 2016 | Nueva Mayoría            | Ind.    | 400   | 2,45 |           |